# Трэвис Скотт (рэпер)
Жак Бермен Уэ́бстер II (англ. Jacques Berman Webster II), более известный под псевдонимом Трэвис Скотт (англ. Travis Scott, родился 30 апреля 1991) — американский рэпер, певец, автор песен и музыкальный продюсер.

## Ранние годы
Жак Берман Уэбстер родился 30 апреля 1991 года в городе Миссури, пригороде Хьюстона. Скотт жил вместе со своей бабушкой, в то время как его мать работала в Apple, а его отец занимался собственным бизнесом. Скотт посещал занятия в Техасском университете в Остине и Техасском университете в Сан-Антонио.

## Музыкальная карьера
В 2012 Скотт заключает двойной контракт со звукозаписывающими компаниями Epic Records и GOOD Music. Весной 2013 публикует дебютный микстейп Owl Pharaoh, а осенью следующего года Days Before Rodeo. Осенью 2015 был выпущен дебютный студийный альбом артиста — Rodeo, который впоследствии удостоился платиновой сертификации RIAA. В альбоме приняли участие такие исполнители, как Kanye West, Justin Bieber, The Weeknd, Young Thug, Chief Keef и другие.
Осенью 2016 Скотт опубликовал второй студийный альбом Birds in the Trap Sing McKnight, который был позитивно встречен музыкальными критиками. Альбом дебютировал на вершине чарта Billboard 200, продав 53 тысячи цифровых копий в первую неделю продаж. Альбом включает гостевые куплеты от таких исполнителей, как André 3000, Kendrick Lamar, Kid Cudi, Quavo и других.

### 2009—2012: Начало карьеры
В возрасте 16 лет Трэвис начал делать биты, впоследствии начав сотрудничество со своим давним другом Крисом Холлоуэем. В 2008 году они выпустили свой первый мини-альбом на Myspace. В 2010 году Трэвис образовал дуэт с рэпером OG Chess, провозгласив себя The Classmates. The Classmates выпустили два полноценных проекта: Buddy Rich и Cruis’n USA; Трэвис продюсировал оба проекта. В 2011 году после личных разногласий и финансовых споров, дуэт The Classmates прекращает своё существование. После окончания колледжа, Скотт переезжает из Хьюстона в Лос-Анджелес. В Калифорнии Трэвису помогал его друг Mike Waxx, который владел хип-хоп порталом Illroots. Затем рэпер T.I. услышал один из треков Трэвиса — Lights (Love Sick), после чего позвонил Скотту и попросил его приехать к рэперу на студию. На студии T.I. написал куплет и наложил на уже готовый трек Трэвиса Animal.

### 2012—2014: Owl Pharaoh и Days Before Rodeo
Дебютный микстейп Скотта Owl Pharaoh изначально должен был выйти в середине 2012 года. По техническим причинам микстейп задержался, однако Трэвис уверил, что проект выйдет в свет в конце 2012 года. С помощью Канье Уэста, Майка Дина и нескольких других продюсеров, микстейп был готов. Но сроки выхода проекта вновь изменились. На этот раз проблемы возникли с оформлением обложки. Затем Скотт выпустил два сингла: Blocka La Flame и Quintana; второй сингл сопровождался музыкальным видеоклипом. 27 марта 2013 года Трэвис был включён в ежегодный список самых примечательных рэп-новичков года по мнению журнала XXL. 29 марта после интервью британскому диджею DJ Semtex, Трэвис представил фрагмент своего следующего сингла под названием Upper Echelon, записанного совместно с рэперами T.I. и 2 Chainz. 2 апреля 2013 года Скотт заявил, что его дебютный микстейп Owl Pharaoh будет доступен на ITunes Store 21 мая 2013 года. Микстейп был выпущен бесплатно.
13 марта 2014 года на ежегодном фестивале South by Southwest, Скотт совместно с Big Sean исполнил новый трек, который, предположительно, должен был называться 1975 и выйти в первом студийном альбоме Скотта. Позже, рэпер опроверг, что сингл имеет название 1975, но подтвердил, что композиция будет включена во второй микстейп — Days Before Rodeo. 5 мая 2014 года на официальной странице рэпера на SoundCloud вышла полная версия нового сингла, получившего название Don’t Play, записанная совместно с Big Sean и британской инди-рок группой The 1975. В твиттере Скотт анонсировал свой первый тур The Rodeo, в котором также примут участие рэпер Young Thug и продюсер Metro Boomin. The Rodeo Tour включал такие крупные города как Денвер, Хьюстон, Чикаго, Детройт, Нью-Йорк, Атланту, Филадельфию, Сан-Диего, Лос-Анджелес, Сан-Франциско и Сиэтл. В качестве приглашённых гостей в разных городах в поддержку Скотта выступали такие артисты как Kanye West, Chris Brown, Wale и Birdman. За безумную манеру Трэвиса проводить свои концерты, The Rodeo Tour прозвали одним из самых «диких рэп туров в истории».

### 2015—2016: Rodeo и Birds in the Trap Sing McKnight
Первый студийный альбом Трэвиса Скотта Rodeo был выпущен 4 сентября 2015 года. В качестве гостей в альбоме присутствовали такие исполнители как Migos, Juicy J, Kanye West, The Weeknd, Rae Sremmurd, Chief Keef, Justin Bieber, Young Thug и Toro y Moi. Продюсерами альбома выступили Mike Dean, Kanye West, Metro Boomin, сам Трэвис и многие другие. Альбом был поддержан двумя синглами: 3500 при участии Фьючера и 2 Chainz, и Antidote. Последний стал его самым успешным синглом, занявшим 16 место в Billboard Hot 100. Rodeo получил положительные отзывы критиков, а также занял третью строчку в Billboard 200 и первую в Billboard Top Rap Albums chart.
8 февраля 2016 года было объявлено, что Трэвис станет частью WANGSQUAD, кампании американского дизайнера Александра Вана. В середине августа Скотт анонсировал, что в скором времени выйдет второй студийный альбом — Birds in the Trap Sing McKnight. В майском интервью журналу Billboard, Трэвис объяснил название альбома: «Мой следующий альбом „Birds in the Trap Sing McKnight“ в основном о всех моих друзьях и тех, кто растёт здесь (в Миссури), я не говорю, что это гетто, мы не живём в чёртовых программах, но мы находимся в социальном капкане. Это социальная ловушка, которая не позволяет нам выразить себя…». После множества задержек альбома, в твиттере, продюсер проекта Майк Дин заявил, что альбом выйдет не в августе, как это изначально планировалось, а в начале сентября, так как он ещё не закончил работу над технической стадией проекта. После утомительных задержек альбома, 2 сентября, специально для Apple Music Трэвис опубликовал свой второй студийный альбом Birds in the Trap Sing McKnight, в котором в качестве гостей альбома появились Kendrick Lamar, Kid Cudi, Andre 3000 и многие другие. Альбом достиг первой строчки в хит-параде Billboard 200. 12 сентября того же года генеральный директор Universal Music Publishing Group, Джоди Жерсон, анонсировал о подписании контракта со Скоттом. 5 декабря журнал Complex, подводя итоги года, опубликовал список 50 Best Albums of 2016 («50 лучших альбомов 2016 года»), в котором поместил Birds in the Trap Sing McKnight на 5 место, отметив, что заметно влияние Канье на Трэвиса, так как Уэст единственный, кто мог координировать столькими «поварами на кухне» для обеспечения единой, цельной и плавной последовательности звучания.

### 2017—2018: Huncho Jack, Jack Huncho и ASTROWORLD
27 января вышел второй студийный альбом хип-хоп коллектива Migos под названием Culture, в котором Трэвис появился с гостевым куплетом на треке «Kelly Price». В день выхода альбома, через инстаграм, он анонсировал о запуске своей новой линии одежды при поддержке австрийского модного бренда Helmut Lang. Позже Скотт был замечен над совместной работой на студии вместе с другим хип-хоп исполнителем Nav. С начала февраля по конец июня артист будет пребывать в гастрольном туре. 2 марта 2017 года Трэвис вместе с Quavo и Lil Uzi Vert выпустил музыкальный видеоклип на песню «Go Off», которая стала одной из музыкальных тем к фильму «Форсаж 8». В интервью журналу Numero, Трэвис сообщил, что в скором времени планирует запустить свой собственный лейбл с названием Cactus Jack Records: «У меня нет умысла создавать лейбл, чтобы контролировать свои финансы. Прежде всего я хочу помочь другим артистам, открыть новые имена, дать им шанс. Я хочу дать им то, что в своё время дали мне, но сделать это ещё лучше». 5 марта Скотт опубликовал название своего нового тура, Birds Eye View. 3 апреля, специально для Apple Music, Трэвис опубликовал музыкальный видеоклип на трек «Goosebumps», который также содержит куплет от Кендрика Ламара. В начале июля вплоть до начала августа Трэвис пребывал в гастрольном туре Кендрика Ламара.
17 мая 2016 года Скотт заявил, что его третий студийный альбом будет называться Astroworld.
21 декабря 2017 года был выпущен совместный альбом с Quavo из Migos под названием Huncho Jack, Jack Huncho. 3 августа 2018 года был выпущен третий студийный альбом Трэвиса под названием Astroworld.

### 2019—2021: JACKBOYS и Dystopia
В марте 2017 года Скотт объявил, что запускает свой собственный лейбл под названием Cactus Jack Records. «Я делаю это не для того, чтобы иметь финансовый контроль над своей музыкой. В первую очередь я хочу помочь другим артистам, открыть новые имена, чтобы предоставить им возможности. Я хочу сделать для них то, что произошло со мной, только лучше». 29 ноября 2019 года Скотт выпустил мерч JackBoys на своём сайте, среди которого был предзаказ цифрового альбома за 10 долларов. 24 декабря Скотт сообщил в Твиттере, что альбом будет выпущен в течение недели. 26 декабря, за день до выхода альбома, обложка и дата релиза были раскрыты, а названия песен утекли на Shazam.
Альбом JACKBOYS вышел 27 декабря 2019 года. На релизе присутствовали подписанты лейбла - Sheck Wes, Don Toliver, а гостевые куплеты в альбоме получили Rosalia, Lil Baby, Quavo, Offset, Young Thug,  и Pop Smoke, получивший в этом году широкую известность. После дебюта JackBoys сразу оказался на вершине чарта US Billboard 200 (11 января 2020 года), став первым альбомом номер один 2020-х годов. Это третий альбом Скотта, дебютировавший на вершине чарта после его третьего студийного альбома Astroworld (2018). JackBoys дебютировал под номером один в Billboard 200 с тиражом 154 000 копий, из которых 79 000 были чистыми продажами. На второй неделе альбом опустился на 4-е место в чарте, благодаря проданным 47 000 единицам, эквивалентным альбому. На третьей неделе сборник упал на 7-ю строчку, продажи за неделю составили ещё 38 000 копий. Все песни альбома дебютировали в Billboard Hot 100, за исключением заглавного трека
Dystopia, в виде двух синглов «Mafia» и «Escape Plan», были выпущены Скоттом 5 ноября 2021 года. В «Mafia» также присутствует Джей Коул, исполняющий вокальные партии на заднем плане. «Escape Plan» также имеет свой клип, вышедший 6 ноября. Впервые Spotify показали отрывок из «Escape Plan» в рекламе своей компании 24 июня 2021 года. Ровно через месяц, 24 июля 2021 года Скотт продемонстрировал кусок из песни и видеоклипа и исполнил его на Rolling Loud в Майами, Флорида, той же ночью. 30 октября 2021 года рэпер снова исполнил песню на Rolling Loud, на этот раз в Бруклине, Нью-Йорк, а также. Скотт объявил о выпуске новой музыки 4 ноября 2021 года, за день до выхода.

### 2023: Utopia

#### Общее
Utopia — четвёртый студийный альбом Скотта вышел 28 июля 2023 года, и что примечательно — за 6 дней до пятилетия его предыдущего сольного альбома Astroworld, который вышел 3 августа 2018 года. Альбом содержит гостевые участия от Бейонсе, SZA, Bon Iver, Дрейка, Янг Тага, Playboi Carti, Ги-Манюэля де Омем-Кристо, Фьючера, Джеймса Блейка, Кида Кади, 21 Savage, и других. Альбом включает в себя 19 треков, что делает Утопию альбомом с наибольшим количеством треков у Скотта. Название альбома было обнародовано в начале июля 2020 года, когда Скотт загрузил в Instagram пост с подписью Utopia. Он также использовал это слово в благодарственном письме по случаю второй годовщины пластинки Astroworld.

#### Запись
Запись альбома началась в 2019 году. В интервью i-D от 2021 года Скотт сказал, что он работает с новыми людьми, пытаясь улучшить своё звучание. В феврале 2023 года на Звёздном уикенде НБА в Солт-Лейк-Сити Скотт сообщил, что Utopia будет выпущена после выхода проектов рэперов его лейбла, включая Don Toliver, Sheck Wes и SoFaygo. На Rolling Loud Miami 24 июля 2021 года Скотт представил новую песню под названием «Escape Plan». Трек был выпущен в качестве сингла 5 ноября 2021 года вместе с песней «Mafia» при участии Джей Коула. Предполагалось, что эти два трека войдут в третий сольный микстейп Скотта Dystopia. Пластинка должна была стать прелюдией к Utopia, однако релиз так и не состоялся

#### Стиль
В мае 2021 года продюсер Майк Дин сообщил, что Utopia возвращает стиль Скотта к атмосфере дебютного микстейпа Owl Pharaoh. Утопия является смесью Owl Pharaoh и Astroworld. Некоторые сравнивают Утопию с альбомом Канье Уэста — Yeezus. В интервью WWD Скотт описал звучание пластинки, отметив, что он будет звучать как психоделический рок.

#### Реклама и продвижение
В январе 2019 года цепи бренда Elliante с надписью Utopia были замечены на исполнителях Родди Рич, Янг Таге, Luxury Tax[en], Don Toliver, Gunna, 21 Savage, Sheck Wes, Крис Браун, Wheezy[en] и Mustard.
В апреле 2021 года в Калифорнии появились рекламные щиты с названием пластинки.
В июне 2021 года Скотт появился на показе Cactus Jack for Dior Summer 2022, в котором прозвучали две новые песни: «In My Head» при участии Swae Lee, которая утекла в сеть в августе 2019 года и была записана в 2018 году во время записи Astroworld, а также «Lost Forever» при участии Джеймса Блейка и Westside Gunn[en].
В августе 2022 года Скотт объявил о проведении недельной программы в ночном клубе Zouk в Лас-Вегасе под названием «Road to Utopia» (с англ. — «На пути к Utopia»)) с 17 по 24 сентября. В том же месяце рэпер выступил на The O2 Arena в Лондоне, где исполнил песню «God’s Country», которая изначально предназначалась для альбома Канье Уэста Donda. В декабре стало известно, что выпуск Utopia и сопровождающее его мировое турне запланированы на начало 2023 года.
11 мая 2023 года произошла утечка песни «Gold Blackberry», инструментал которой ранее использовался для рекламы коллаборации Трэвиса Скотта с Air Jordan 1 low Reverse, а затем для рекламы коллаборации Nike Attack. В том же месяце Скотт представил демозапись своей совместной работы с Бэд Банни и The Weeknd. Песня получила название «K-pop» и была выпущена в качестве лид-сингла с Utopia 21 июля 2023 года.
В мае 2023 года Скотт исполнил песни из альбома для команды Houston Astros и сообщил, что материал находится на стадии мастеринга. Вскоре после этого появились фотографии, на которых запечатлены Скотт в невыпущенных кроссовках Air Jordan 1 low с предполагаемым логотипом пластинки, и его телохранитель, держащий портфель с надписью Utopia.
В конце июня 2023 года Скотт обновил свой веб-сайт, разместив на нём логотип Utopia и скрытую ссылку для предварительного заказа. Вскоре после этого по всему Лос-Анджелесу стали появляться новые рекламные щиты с изображением часов и замка, намекающие на дату выхода альбома.
9 июля 2023 года Скотт поделился в социальных сетях видеороликами, связанными с Utopia, в том числе одним, где он работает над проектом с Риком Рубином. Затем была анонсирована прямая трансляция альбома с Пирамид Гизы 28 июля. 22 июля во время выступления в качестве хедлайнера на Rolling Loud Скотт сказал, что это выступление станет последним с сет-листом эпохи Astroworld. 26 июля было объявлено, что мероприятие около пирамид Гизы в честь выпуска альбома отменяется из-за проблем со строительством сцены в пустыне, но как заявилось позже — выступление состоится, но на другой площадке.

### 2025
24 января 2025 года Скотт выпустил сингл «4×4».

## Музыкальный стиль и влияния
Американский музыкальный журнал Spin охарактеризовал дебютный микстейп артиста, Owl Pharaoh, как подобие второго студийного альбома Kid Cudi — Man on the Moon II: The Legend of Mr. Rager. Также Скотт назвал Канье Уэста, Лил Уэйна, Bon Iver и Кида Кади теми, кто в наибольшей степени повлияли на его творчество. Весной 2013, в интервью TheDrop.fm, он заявил, что обычно записывает свои треки в темноте.
Летом 2013, в интервью MTV, Скотт заявил, что черпает вдохновение в «качественной музыке», вроде альбома Кендрика Ламара, good kid, m.A.A.d city, или микстейпа Acid Rap чикагского хип-хоп исполнителя Chance the Rapper. В разговоре о своей музыкальной карьере, Скотт сообщил: «Чувак, я не хип-хоп. Возможно я MC или рэпер, но мой процесс работы всегда проходит по-разному». Вдобавок он отметил влияние творчества Канье Уэста, а именно альбома 808s & Heartbreak: «Я пропустил College Dropout и Late Registration, чтобы сразу послушать 808s & Heartbreak» [четвёртый студийный альбом Уэста, который полон обильного пения, автотюна и искажённых электронных битов]. Также он назвал инди-фолк-коллектив Bon Iver одним из своих любимых групп: «Я там, где Джастин Вернон [де-факто лидер Bon Iver]. Я люблю данный тип музыки, и я хочу, я мог бы делать это постоянно. Мне не нравятся какие-либо категории. Я артист, я продюсер, я режиссёр, — всё это отражается в моей музыке».
Кид Кади является одним из самых любимых артистов Скотта; последний публично заявлял, что готов бесплатно отправиться в совместный тур с Кади. Весной 2015 Скотт изрёк, что он еле сдерживал свои эмоции, когда впервые увидел Кида Кади: «Однажды он [Кади] неожиданно появился на студии, где я и A-Trak работали над новым материалом. Кади взял меня с собой к себе в автомобиль, чтобы прокатиться и показать мне его новые треки. Это был один из тех эмоциональных моментов, когда мне хотелось плакать».

## Личная жизнь
С апреля 2017 года по сентябрь 2019 года Трэвис встречался с Кайли Дженнер. 22 сентября 2017 года стало известно, что пара ожидает первенца. 1 февраля 2018 года у них родилась дочь — Сторми Уэбстер. В мае 2021 года стало известно, что Кайли и Трэвис снова вместе. 8 сентября 2021 года пара объявила о том, что они ожидают второго ребёнка.
2 февраля 2022 года у пары родился сын — Эйр Жак Уэбстер.
7 января 2023 года пара сообщила о расставании, однако они остаются хорошими родителями и друзьями.

## Дискография

#### Студийные альбомы
- Rodeo (2015)
- Birds in the Trap Sing McKnight (2016)
- Astroworld (2018)
- Utopia (2023)

#### Совместные альбомы
- Huncho Jack, Jack Huncho (совместно с Quavo как Huncho Jack) (2017)
- JACKBOYS (совместно с участниками лейбла Cactus Jack Records) (2019)
- JACKBOYS 2 (совместно с участниками лейбла Cactus Jack Records) (2025)

## Награды и номинации
| Год  | Церемония                | Категория                                  | Номинируемая работа                                                | Результат   | Прим.  |
| ---- | ------------------------ | ------------------------------------------ | ------------------------------------------------------------------ | ----------- | ------ |
| 2013 | BET Hip Hop Awards       | Лучший микстейп                            | Owl Pharaoh                                                        | Номинирован | [ 51 ] |
| 2015 | BET Hip Hop Awards       | Лучший микстейп                            | Days Before Rodeo                                                  | Номинирован | [ 52 ] |
| 2015 | MTV Europe Music Awards  | Артист на подъёме                          | Трэвис Скотт                                                       | Номинирован | [ 53 ] |
| 2016 | BET Hip Hop Awards       | Награда народного чемпиона                 | «Antidote»                                                         | Победа      | [ 54 ] |
| 2016 | MOBO Awards              | Лучший международный артист                | Трэвис Скотт                                                       | Номинирован | [ 55 ] |
| 2017 | Teen Choice Awards       | Выбор Электроники/Танцевальная песня       | «Know No Better» (совместно с Major Lazer, Камила Кабельо и Quavo) | Победа      | [ 56 ] |
| 2017 | Soul Train Music Awards  | Лучшее сотрудничество                      | «Love Galore» (совместно с SZA)                                    | Номинирован | [ 57 ] |
| 2018 | NAACP Image Awards       | Выдающийся дуэт, группа или сотрудничество | «Love Galore» (совместно с SZA)                                    | Номинирован | [ 58 ] |
| 2018 | NAACP Image Awards       | Выдающаяся песня, современная              | «Love Galore» (совместно с SZA)                                    | Номинирован | [ 58 ] |
| 2018 | iHeartRadio Music Awards | R&B песня года                             | «Love Galore» (совместно с SZA)                                    | Номинирован | [ 59 ] |
| 2018 | BET Hip Hop Awards       | Hot Ticket Performer                       | Трэвис Скотт                                                       | Номинирован | [ 60 ] |
| 2018 | BET Hip Hop Awards       | Лирика года                                | Трэвис Скотт                                                       | Номинирован | [ 60 ] |
| 2018 | BET Hip Hop Awards       | MVP года                                   | Трэвис Скотт                                                       | Номинирован | [ 60 ] |
| 2018 | BET Hip Hop Awards       | Hustler года                               | Трэвис Скотт                                                       | Номинирован | [ 60 ] |
| 2018 | BET Hip Hop Awards       | Made-You-Look Award (Best Hip Hop Style)   | Трэвис Скотт                                                       | Номинирован | [ 60 ] |
| 2018 | People’s Choice Awards   | Песня года                                 | «Butterfly Effect»                                                 | Номинирован | [ 61 ] |
| 2018 | People’s Choice Awards   | Альбом года                                | Astroworld                                                         | Победа      | [ 61 ] |
| 2018 | MTV Europe Music Awards  | Лучший Хип-Хоп                             | Трэвис Скотт                                                       | Номинирован | [ 62 ] |

### Грэмми
Премия «Грэмми» присуждается ежегодно Национальной академией звукозаписывающих искусств и наук. У Скотта шесть номинаций.
| Год  | Номинация / работа                                    | Награда               | Результат   |
| ---- | ----------------------------------------------------- | --------------------- | ----------- |
| 2014 | «New Slaves» (как певец)                              | Лучшая рэп-песня      | Номинирован |
| 2017 | Purpose (как приглашённый артист)                     | Альбом года           | Номинирован |
| 2018 | «Love Galore» (совместно с SZA)                       | Лучшее рэп-исполнение | Номинирован |
| 2019 | «Sicko Mode» (совместно с Дрейк, Swae Lee и Big Hawk) | Лучшее рэп-исполнение | Номинирован |
| 2019 | «Sicko Mode» (совместно с Дрейк, Swae Lee и Big Hawk) | Лучшая рэп-песня      | Номинирован |
| 2019 | Astroworld                                            | Лучший рэп-альбом     | Номинирован |

## Концертные туры
В главной роли
- Rodeo Tour[64] (совместно с Янг Тагом и Metro Boomin) (2015)
- Birds Eye View Tour (Северная Америка и Европа)[65] (2017)
- Astroworld: Wish You Were Here Tour (совместно с Trippie Redd, Sheck Wes и Gunna).
- Fortnite: Astronomical (Релиз THE SCOTTS). Даты туров: 24.04.2020 (2:00 МСК,17:00 МСК); 25.04.2020 (7:00 МСК, 18:00 МСК); 26.04.2020 (1:00 МСК)

Как приглашённый артист
- Never Sober Tour (совместно с Juicy J и Project Pat) (2015)
- The Madness Tour (совместно с The Weeknd и Banks) (2015)
- Anti World Tour (совместно с Рианной) (2016)
- The Damn. Tour (совместно с Кендриком Ламаром и DRAM) (2017)